# Arquipo
Arquipo (em latim: Archippus; do grego para "mestre do cavalo") foi um dos primeiros fiéis cristãos, mencionado brevemente no Novo Testamento na Epístola a Filêmon e aos Colossenses.

## Papel no Novo Testamento
Na epístola de Paulo a Filêmon, Arquipo é nomeado uma vez, juntamente com Filêmon e Ápia (sua esposa), como sendo o anfitrião da igreja e um "companheiro soldado" (Filêmon 1:2). Em Colossenses 4:17, Paulo pede que Arquipo para que cuide "do ministério que recebeste no Senhor, para o cumprires."

## Papel na tradição
De acordo com a Constituição Apostólica (7.46), do século IV, Arquipo foi o primeiro bispo de Laodiceia, na Frígia (atualmente na Turquia). Outra tradição afirma que ele foi um dos setenta e dois discípulos designados por Jesus em Lucas 10:1.

## Morte
Durante a perseguição aos cristãos do imperador romano Nero (r. 54–68), Arquipo, Filêmon e Ápia foram levados a julgamento por confessar sua fé cristã. Arquipo foi esfaqueado, enquanto que Ápia e Filêmon foram enterrados até a cintura e apedrejados.